# 이경환 (1986년)
이경환(李慶桓, 1986년 8월 19일, 서울특별시 ~ )은 대한민국의 제명된 제8대 서울특별시 관악구의원이다.

## 학력
- 1999.03 ~ 2002.02 인수중학교 졸업
- 2002.03 ~ 2005.02 신일고등학교 졸업
- 2005.03 ~ 2014.09 서울대학교 물리학부 중퇴

## 경력
- 2011 청년유니온 대의원
- 세대별노동조합 대의원
- 2014 서울대학교 제56대 총학생회장 (2014년 9월 1일자로 학사경고 누적으로 인해 학사제명된 뒤 2014년 9월 28일 사퇴)
- 서울대학교 단과대학생연석회의 중앙집행위원장
- 관악마을발전소 공동대표
- 2017 더불어민주당 서울시당 관악구 갑 지역위원회 장애인위원장
- 2018 더불어민주당 서울시당 경제민주화특별위원장
- 2018 더불어민주당 서울시당 장애인위원회 부위원장
- 2018 서울특별시 청년자문관
- 민주평화통일자문회의 자문위원
- 2018.07 ~ 2020.09.25 제8대 서울특별시 관악구의회 의원 (성추행 건으로 인해 관악구의회에서 제명)
- 2018.07 ~ 2020.07 제8대 서울특별시 관악구의회 전반기 행정재경위원회 위원
- 2018.07 ~ 2020.07 제8대 서울특별시 관악구의회 전반기 윤리특별위원회 위원
- 2018.07 ~ 2020.07 제8대 서울특별시 관악구의회 전반기 의회운영위원회 부위원장
- 2018.07 ~ 2020.07 제8대 서울특별시 관악구의회 전반기 예산결산특별위원회 위원
- 2018.09 제8대 서울특별시 관악구 보건의료심의위원회 위원
- 2018.10 제8대 서울특별시 관악구 장애인복지위원회 위원
- 2019.03 제8대 서울특별시 관악구 드림스타트 운영위원회 위원
- 2020.07 ~ 2020.09 제8대 서울특별시 관악구의회 후반기 도시건설위원회 위원
- 2020.07 ~ 2020.09 제8대 서울특별시 관악구의회 후반기 예산결산특별위원회 위원장

## 논란
- 2014년 9월 28일 이경환 서울대 총학생회장 "대표자 기본 못 지켜 죄송…총학생회장직 사퇴"
- 2020년 9월 11일 서울대 총학출신 '민주당 유망주' 관악구의원, 성추행 유죄
- 2020년 9월 11일 정의 "민주당 소속 의원들 성추행 만연…일벌백계 촉구"
- 2020년 9월 11일 여당 소속 구의원 성추행에 관악구의장측 "나설 계획 없다"
- 2020년 9월 25일 관악구 의원 2명 제명…구속 중에도 수당까지
- 2020년 9월 25일 관악구의회, ‘성추행’ ‘사문서위조’ 의원 2명 제명 결정

## 역대 선거 결과
| 실시년도 | 선거      | 대수 | 직책   | 선거구                  | 정당         | 득표수    | 득표율          | 순위 | 당락 | 비고           |
| -------- | --------- | ---- | ------ | ----------------------- | ------------ | --------- | --------------- | ---- | ---- | -------------- |
| 2018년   | 지방 선거 | 8대  | 구의원 | 서울 관악구 (가 선거구) | 더불어민주당 | 13,968 표 | \| \| 34.32% \| | 1위  |      | 초선, 민선 7기 |
|          | 34.32%    |      |        |                         |              |           |                 |      |      |                |